# Associazione Sportiva Pro Cavese 1977-1978
Questa voce raccoglie le informazioni riguardanti l' Associazione Sportiva Pro Cavese nelle competizioni ufficiali della stagione 1977-1978.

## Rosa
| N. |                   | Ruolo | Calciatore         |
| -- | ----------------- | ----- | ------------------ |
|    | Italia (bandiera) | D     | Vittorio Belotti   |
|    | Italia (bandiera) | C     | Paolo Braca        |
|    | Italia (bandiera) | A     | Piero Burla        |
|    | Italia (bandiera) | P     | José Cafaro        |
|    | Italia (bandiera) | C     | Claudio Carozzo    |
|    | Italia (bandiera) | A     | Carmelo Cassarino  |
|    | Italia (bandiera) |       | Cavuoto            |
|    | Italia (bandiera) | C     | Giuseppe De Biase  |
|    | Italia (bandiera) | A     | Claudio Della Bona |
|    | Italia (bandiera) | A     | Gian Piero Ghio    |
|    | Italia (bandiera) | C     | Giovanni Gregorio  |

| N. |                   | Ruolo | Calciatore          |
| -- | ----------------- | ----- | ------------------- |
|    | Italia (bandiera) |       | Marozzi             |
|    | Italia (bandiera) | C     | Giuseppe Mecca      |
|    | Italia (bandiera) | A     | Vanni Moscon        |
|    | Italia (bandiera) | C     | Roberto Papa        |
|    | Italia (bandiera) |       | Porcelluzzi         |
|    | Italia (bandiera) | C     | Mauro Rufo          |
|    | Italia (bandiera) | D     | Fabrizio Salvatori  |
|    | Italia (bandiera) | A     | Alfonso Scarano     |
|    | Italia (bandiera) | A     | Walter Scardovi     |
|    | Italia (bandiera) | A     | Roberto Sonato      |
|    | Italia (bandiera) | D     | Alessandro Verdiani |